# Алехандро Ітурбе
Алехандро Ітурбе (ісп. Alejandro Iturbe, нар. 2 вересня 2003, Мадрид) — іспанський футболіст, воротар команди «Атлетіко Мадрид Б» та молодіжної збірної Іспанії.

## Клубна кар'єра
Народився 2 вересня 2003 року в місті Мадрид. Вихованець футбольної школи клубу «Атлетіко».
У дорослому футболі дебютував 2022 року виступами за його другу команду, «Атлетіко Мадрид Б».

## Виступи за збірні
2019 року дебютував у складі юнацької збірної Іспанії (U-16), загалом на юнацькому рівні взяв участь у 16 іграх, пропустивши 14 голів.
З 2023 року залучається до складу молодіжної збірної Іспанії. На молодіжному рівні зіграв у 3 офіційних матчах, пропустив 1 гол.
2024 року був включений до заявки олімпійської збірної Іспанії для участі у футбольному турнірі на тогорічних Олімпійських іграх у Парижі.

## Статистика виступів

### Статистика клубних виступів
Станом на 30 липня 2024
| Сезон             | Команда             | Чемпіонат         | Чемпіонат | Чемпіонат | Національний кубок | Національний кубок | Національний кубок | Континентальні кубки | Континентальні кубки | Континентальні кубки | Інші змагання | Інші змагання | Інші змагання | Усього | Усього | Усього |
| Сезон             | Команда             | Ліга              | Ігор      | Голів     | Ліга               | Ігор               | Голів              | Ліга                 | Ігор                 | Голів                | Ліга          | Ігор          | Голів         | Ігор   | Голів  |        |
| ----------------- | ------------------- | ----------------- | --------- | --------- | ------------------ | ------------------ | ------------------ | -------------------- | -------------------- | -------------------- | ------------- | ------------- | ------------- | ------ | ------ | ------ |
| 2022–23           | «Атлетіко Мадрид Б» | ПФ                | 22        | -19       |                    | -                  | -                  |                      | -                    | -                    |               | -             | -             | 22     | -19    |        |
| 2023–24           | «Атлетіко Мадрид Б» | ПФ                | 32        | -34       |                    | -                  | -                  |                      | -                    | -                    |               | -             | -             | 32     | -34    |        |
| Усього за кар'єру | Усього за кар'єру   | Усього за кар'єру | 54        | -53       |                    | -                  | -                  |                      | -                    | -                    |               | -             | -             | 54     | -53    |        |

## Досягнення
Олімпійська збірна Іспанії
- Олімпійський чемпіон: 2024[1]